# Tigidia majori
Tigidia majori là một loài nhện trong họ Barychelidae. Loài này phân bố ờ Madagascar.